# Bagam írás
A bagam vagy eghap írás egy több száz karakterből álló, részben megfejtett, Kamerunban használt írásrendszer. A bamileke (eghap) nép Pufong nevű királya találta ki 1900 körül, és levelek és feljegyzések készítésére használták, bár soha nem terjedt el széles körben. Állítólag a bamum íráson alapul, bár a számjegyek jobban hasonlítanak, mint a szótagjelek, és úgy tűnik, hogy nem közvetlen leszármazottja. Az egyetlen igazolt példa Louis Malcolm, az első világháborúban Kamerunban szolgáló brit tiszt egy írása. Ezt 1921-ben átírás nélkül adták ki, a kéziratot, amelyen már a szótagjelek átírása is látható, a Cambridge-i Egyetem könyvtárában helyezték letétbe. Ezt teljes terjedelmében Tuchscherer (1999) közölte.
Száz jelet jegyeztek fel, bár úgy gondolják, hogy az írásrendszernek több száz karaktere volt. Ezek között vannak logogrammák, néhány fonetikusan használt szillabogramma (CV és CVC szótagokra), valamint önálló mássalhangzók és magánhangzók.

## Fordítás
Ez a szócikk részben vagy egészben  a   Bagam script című angol Wikipédia-szócikk ezen változatának fordításán alapul.  Az eredeti cikk szerkesztőit annak laptörténete sorolja fel. Ez a jelzés csupán a megfogalmazás eredetét és a szerzői jogokat jelzi, nem szolgál a cikkben szereplő információk forrásmegjelöléseként.